# 永宁寨
永宁寨，位于中国广东省汕头市汕头市澄海区隆都镇前美村，2005年8月16日公布为汕头市文物保护单位，类型为古建筑。
永宁寨的历史年代为清代。